# Gertrude Himmelfarb
Pour les articles homonymes, voir Himmelfarb.
 (mai 2020).
La mise en forme du texte ne suit pas les recommandations de Wikipédia : il faut le « wikifier ».
Les points d'amélioration suivants sont les cas les plus fréquents. Le détail des points à revoir est peut-être précisé sur la page de discussion.
- Les titres sont pré-formatés par le logiciel. Ils ne sont ni en capitales, ni en gras.
- Le texte ne doit pas être écrit en capitales (les noms de famille non plus), ni en gras, ni en italique, ni en « petit »…
- Le gras n'est utilisé que pour surligner le titre de l'article dans l'introduction, une seule fois.
- L'italique est rarement utilisé : mots en langue étrangère, titres d'œuvres, noms de bateaux, etc.
- Les citations ne sont pas en italique mais en corps de texte normal. Elles sont entourées par des guillemets français : « et ».
- Les listes à puces sont à éviter, des paragraphes rédigés étant largement préférés. Les tableaux sont à réserver à la présentation de données structurées (résultats, etc.).
- Les appels de note de bas de page (petits chiffres en exposant, introduits par l'outil «  Source ») sont à placer entre la fin de phrase et le point final[comme ça].
- Les liens internes (vers d'autres articles de Wikipédia) sont à choisir avec parcimonie. Créez des liens vers des articles approfondissant le sujet. Les termes génériques sans rapport avec le sujet sont à éviter, ainsi que les répétitions de liens vers un même terme.
- Les liens externes sont à placer uniquement dans une section « Liens externes », à la fin de l'article. Ces liens sont à choisir avec parcimonie suivant les règles définies. Si un lien sert de source à l'article, son insertion dans le texte est à faire par les notes de bas de page.
- La présentation des références doit suivre les conventions bibliographiques. Il est recommandé d'utiliser les modèles {{Ouvrage}}, {{Chapitre}}, {{Article}}, {{Lien web}} et/ou {{Bibliographie}}. Le mode d'édition visuel peut mettre en forme automatiquement les références.
- Insérer une infobox (cadre d'informations à droite) n'est pas obligatoire pour parachever la mise en page.

Pour une aide détaillée, merci de consulter Aide:Wikification.
Si vous pensez que ces points ont été résolus, vous pouvez retirer ce bandeau et améliorer la mise en forme d'un autre article.
Gertrude Himmelfarb (8 août 1922-30 décembre 2019), connue aussi comme Bea Kristol, est une historienne américaine. Elle fut un des chefs de file du mouvement d'interprétation conservateur américain de l'histoire et de l'historiographie. Elle a écrit en majorité sur l'histoire intellectuelle, avec un centre d'intérêt focalisé sur la Grande-Bretagne et l'époque victorienne, de même que sur la société et la culture contemporaines.

## Biographie
Gertrude Himmelfarb est née dans le quartier de Brooklyn à New York, aux États-Unis. Elle est la fille de Bertha (née Lerner) et de Max Himmelfarb, tous les deux d'ascendance de Juifs russes. Elle a un frère, Milton Himmelfarb (en). Elle reçoit son premier diplôme de College (undergraduate degree) à Brooklyn College en 1942 et son doctorat à l'université de Chicago en 1950. Himmelfarb se rend ensuite à l'université de Cambridge au Royaume-Uni, pour continuer ses études et les complète au Jewish Theological Seminary de New York.
En 1942, elle épouse Irving Kristol, connu comme le « godfather » (« parrain ») du néoconservatisme (Kristol venait de l'extrême-gauche trotskyste) et a de lui deux enfants, Elizabeth Nelson et William Kristol, qui fut chef de cabinet du vice-président Dan Quayle, commentateur politique, puis éditeur du magazine The Weekly Standard (hebdomadaire néo-conservateur de Washington qui a paru jusqu'en 2018). Elle n'a jamais changé de patronyme. Le sociologue Daniel Bell a pu écrire que leur mariage fut « le meilleur mariage de notre génération » et son époux a écrit combien leur “entente intellectuelle jumelée était étonnante”, alors que les deux “poursuivant des sujets différents avaient les mêmes idées qui conduisaient aux mêmes conclusions”.
Gertrude Himmelfarb fut longtemps impliquée dans les cercles intellectuels du conservatisme juif. Professeur émérite à la Graduate School of the City University of New York, elle fut récipiendaire de nombreuses récompenses et de diplômes honoraires. Elle a siégé au Conseil des Chercheurs de la Bibliothèque du Congrès, au Conseil des Conseillers Académiques de l'American Enterprise Institute, et au Conseil du National Endowment for the Humanities. Elle a été membre de l'Académie britannique et de l'American Academy of Arts and Sciences. En 1991, elle a donné une conférence Jefferson sous les auspices du National Endowment for the Humanities. En 2004, elle a été récompensée par une médaille du National Humanities Medal par le président des États-Unis d'Amérique. Elle est décédée le 30 décembre 2019 à l'âge de 97 ans.

## Historiographie
Himmelfarb a longtemps nourri le mouvement néoconservateur dans la vie intellectuelle et politique aux États-Unis ; son mari, Irving Kristol, l'a accompagnée dans la fondation du mouvement.
Himmelfarb a été le chef de file de la défense des méthodes et des pratiques historiques traditionnelles. Son ouvrage, The New History and the Old (publié en 1987, avec une édition corrigée et augmentée en 2004), est une critique des variantes de la "nouvelle histoire" qui a cherché à prendre la place des études historiques traditionnelles. Les "nouvelles histoires" qu'elle critique sont : l'histoire quantitative qui est présumée être plus "scientifique" que l'histoire conventionnelle, mais qui repose souvent sur des données partielles, ou douteuses ; l'historiographie marxiste qui est dérivée de prémisses économiques et de modèles de classe qui laissent finalement assez peu de place aux idées et aux croyances des contemporains, ou même aux protagonistes et aux événements historiques eux-mêmes ; l'histoire psychologique ou utilisant des méthodes psychanalytiques qui dépend de théories et de spéculations qui violent les critères des preuves historiques ; l'histoire analytique qui réduit l'histoire en une série de "moments" isolés sans rechercher une structure narrative primordiale; l'histoire sociale, "histoire à partir des fondements", qui dénigre le rôle de la politique, de la nationalité, et des individus (les théories de "l'homme providentiel", ou du "grand homme" de l'histoire),,; et, plus tard, l'histoire postmoderne, qui rejette même l'idéal d'objectivité, regardant la totalité de l'histoire comme une "construction sociale" de la part de l'historien.
Himmelfarb a critiqué A.J.P. Taylor car il cherchait à "démoraliser" l'histoire dans son ouvrage de 1961k The Origins of the Second World War, et qu'il refusait de reconnaître les "faits moraux" dans la période de l'entre-deux-guerres. Himmelfarb soutient que Taylor a commis l'erreur de considérer Adolf Hitler comme un leader Allemand "normal" jouant avec les lois de la diplomatie dans son The Origins of the Second World War, au lieu de le considérer comme une figure "historique mondiale", comme a pu l'être Napoléon.
G. Himmelfarb a énergiquement rejeté les approches historiques post-modernes :

« [Postmodernism in history] is a denial of the objectivity of the historian, of the factuality or reality of the past, and thus of the possibility of arriving at any truths about the past. For all disciplines it induces a radical skepticism, relativism, and subjectivism that denies not this or that truth about any subject but the very idea of truth – that denies even the ideal of truth, truth is something to aspire to even if it can never be fully attained. »

## Idées
Himmelfarb a été surtout connue comme l'historienne de l'ère victorienne en Angleterre, mais elle replace cette période dans un cadre plus vaste. Son livre The Idea of Poverty s'ouvre sur une analyse développée d'Adam Smith et de Thomas Malthus, qui ont contribué aux débats et à l'élaboration de politiques tout au long du XIXe siècle et au-delà. Nommé au National Book Award, Victorian Minds fait le portrait de quelques "proto-Victoriens" du XVIIIe comme Edmund Burke et Jeremy Bentham, et se termine avec le "dernier Victorien", John Buchan, 1st Baron Tweedsmuir, dont les romans dépeignent un vingtième siècle infusé de morale victorienne. The Moral Imagination part de Burke pour aller jusqu'à Winston Churchill et Lionel Trilling, avec entre les deux des portraits de Victoriens et de non-Victoriens. On Looking into the Abyss traite de la culture et de la société moderne, avec en arrière-plan les Victoriens, pendant que One Nation, Two Cultures traite entièrement de la société et de la culture américaines. The Roads to Modernity agrandit la perspective de l'âge des Lumières, chronologiquement et du point de vue national, plaçant les Lumières anglaises en opposition avec les Lumières françaises et en accord avec les Lumières américaines. The Jewish Odyssey of George Eliot et The People of the Book focalise sur l'attitude envers les Juifs, le judaïsme, et le sionisme en Angleterre depuis leur réadmission au XVIIe siècle jusqu'à présent.
Dans ses nombreux essais, elle a cherché à démontrer que les "valeurs" victoriennes (les "vertus", comme elle les appelle) n'ont jamais été uniques, ni à cette époque, ni du point de vue géographique. "Victorian Ethos: Before and after Victoria" est le titre de l'un de ses essais ; "Victorianism before Victoria" sont les premiers mots d'un autre essai. Aujourd'hui, le mot "Victorien" peut prendre une connotation désagréable et revêche, s'apparentant à la répression de certaines mœurs sexuelles et sociales. Himmelfarb a tenté d'humanisé et démocratisé ce concept. Interviewée à la suite de sa réception de la National Humanities Medal, elle a expliqué que les vertus victoriennes – prudence, tempérance, éthique du travail, décence morale, responsabilité – étaient des notions assez communes. "Elles ne dépendaient pas d'une ascendance familiale spéciale, du talent, de la sensibilité, ou même de l'argent. Elles étaient communes, il s'agit des vertus quotidiennes, à la portée des gens ordinaires. C'étaient les vertus des citoyens, pas des héros ou des saints – et des citoyens de pays démocratiques, nullement de pays aristocratiques".. Himmelfarb a milité pour la "réintroduction des valeurs traditionnelles (elle préfère le terme de vertus), comme la honte, la responsabilité, la chasteté, ainsi que le souci de soi, dans la vie politique américaine et dans le déploiement des politiques publiques".
Bien qu'identifiée en Amérique comme une conservatrice, certains intellectuels de gauche en Angleterre admirent son travail. Un de se plus fervents admirateurs est Gordon Brown, ex-Premier ministre issu du Parti travailliste. Son introduction à l'édition anglaise de Roads to Modernity s'ouvre ainsi: "I have long admired Gertrude Himmelfarb's historical work, in particular her love of the history of ideas, and her work has stayed with me ever since I was a history student at Edinburgh University" (trad. "J'admire depuis longtemps le travail d'historienne de G. Himmelfarb, en particulier son amour pour l'histoire des idées, et je conserve ses travaux à mes côtés depuis mes années d'études en histoire à l'Université d'Édilbourg").
Dans sa nécrologie, David Brooks décrit G. Himmelfarb comme "l'Historienne de la révolution morale".

## Ouvrages

### Auteur
- Lord Acton: A Study of Conscience and Politics (1952)  (OCLC 3011425)
- Darwin and the Darwinian Revolution (1959)  online free
- Victorian Minds (1968)  (OCLC 400777)
- On Liberty and Liberalism: The Case of John Stuart Mill  (1974)  (OCLC 805020)
- The Idea of Poverty: England in the Early Industrial Age (1984)  online free
- Marriage and Morals Among the Victorians (1986) online free
- The New History and the Old (1987, 2004)  online free
- Poverty and Compassion: The Moral Imagination of the Late Victorians (1991)  online free
- On Looking into the Abyss: Untimely Thoughts on Culture and Society (1994)  online free
- The De-Moralization of Society: From Victorian Virtues to Modern Values (1995)  (OCLC 30474640)
- One Nation, Two Cultures (1999)  (OCLC 40830208)
- The Moral Imagination: From Edmund Burke to Lionel Trilling (2006)  (OCLC 61109330)
- The Jewish Odyssey of George Eliot (2009)  (OCLC 271080989)
- The People of the Book: Philosemitism in England, from Cromwell to Churchill (Encounter Books, 2011) (OCLC 701019524)
- Past and Present: The Challenges of Modernity, from the Pre-Victorians to the Postmodernists (Encounter Books, 2017) (OCLC 954670433)

### Éditeur
- Lord Acton, Essays on Freedom and Power (Free Press, 1948) (OCLC 1052339)
- Milton Himmelfarb, Jews and Gentiles (Encounter Books, 2007) (OCLC 70883212)
- Irving Kristol, The Neoconservative Persuasion (Basic Books, 2011) online free
- Thomas Robert Malthus, Essay on Population (Modern Library, 1960) (OCLC 4901335)
- John Stuart Mill, Essays on Politics and Culture (Doubleday, 1962) (OCLC 193217)
- John Stuart Mill, On Liberty (Penguin, 1974) (OCLC 1941475)
- Alexis de Tocqueville, Memoir on Pauperism (Ivan Dee, 1997) (OCLC 36719602)
- The Spirit of the Age: Victorian Essays (Yale University Press, 2007) (OCLC 171111099)